# Гетерометрія
Гетерометрія (рос.гетерометрия, англ. heterometry, нім. Heterometrie f) – розбіжність параметрів ґратки окремих ділянок кристала мінералу, зумовлена різним вмістом ізоморфних домішок.
Гетерометрія (ісп. anisosilábicos) – мінливе розширення – лінгвістичний термін використовується в метричній системі, вказуючи, що лінії строфи чи вірші регулярно інформує про кількість метричних складів.